# Ernie Brandts
Ernestus Wilhelmus Johannes „Ernie“ Brandts (* 3. Februar 1956 in Didam, heute zu Montferland) ist ein niederländischer Fußballtrainer und ehemaliger Nationalspieler.

## Vereinskarriere
Brandts, Sohn des örtlichen Bäckers, spielte als Jugendlicher in seinem Heimatdorf Nieuw-Dijk beim Verein VV Sprinkhanen („Heuschrecken“). Mit 17 Jahren wurde er dort entdeckt – nach unterschiedlichen Angaben entweder von Guus Hiddink oder von Piet de Visser, damals Scout bei De Graafschap. Brandts schloss sich dem Erstliga-Verein an, spielte zunächst noch in der Jugend und begann hier 1974 auch seine Profikarriere. Drei Erstligajahre blieb er in Doetinchem, und als de Graafschap 1977 absteigen musste, war er bereits so etabliert, dass er Angebote verschiedener Erstligaklubs bekam. Feyenoord, Twente und Go Ahead Deventer hatten das Nachsehen, als er einen Vertrag bei PSV Eindhoven unterschrieb.
Bei PSV konnte er sofort einen Stammplatz erobern. In seiner ersten Spielzeit in Eindhoven machte er alle 34 Ligaspiele mit und trug maßgeblich zur Meisterschaft von PSV bei. Über seinen Einstand in Eindhoven sagte er später: „PSV benötigte [vor Torwart Jan van Beveren] jemanden, der die Bälle wegköpfen konnte. So ein Typ war ich; groß, kopfballstark und jemand, der einen Gegner ausschalten konnte.“ Auch im UEFA-Pokalwettbewerb war er fester Bestandteil seiner Mannschaft. Mit zwei Toren beim 4:2-Sieg im Viertelfinal-Rückspiel gegen den 1. FC Magdeburg hatte er großen Anteil daran, dass PSV nach den erfolgreichen Finalspielen gegen SEC Bastia den Titel gewann. Inzwischen hatte auch seine Karriere in der Nationalmannschaft begonnen.
Nach drei erfolgreichen Jahren warfen ihn Verletzungen zurück; 1983/84 spielte er noch einmal eine sehr gute Saison, doch bald musste er sich erneut Verletzungen ergeben. Den Grund sah er selbst in seinem Ehrgeiz – „Ich hätte öfter Pausen machen sollen“, sagt er; oft kam er zu schnell zurück und provozierte damit neue Verletzungen. 1986 wurde er mit PSV noch einmal Meister; aber eine hartnäckige Verletzung der Achillessehne verhinderte weitere Spielzeiten auf Topniveau. Zur folgenden Saison wechselte er nach neun Jahren in Eindhoven zu Roda JC und zwei Jahre später zum MVV Maastricht, dem er half, den Abstieg aus der Eredivisie zu verhindern. 1989 kehrte er seinem Heimatland Niederlande den Rücken und wechselte nach Belgien zu Germinal Ekeren. Nach zwei Saisons in der Ersten Division kam Brandts 1991 zurück zu De Graafschap, wo er Anfang 1992 aufgrund eines verschlissenen Hüftgelenks seine Karriere endgültig beendete.

## Nationalmannschaft
Brandts gute Leistungen bei PSV Eindhoven machten auch Bondscoach Jan Zwartkruis auf ihn aufmerksam. Am 5. Oktober 1977 gab Brandts in einem Freundschaftsspiel sein Debüt in der Nationalmannschaft. In der 63. Minute wurde er in De Kuip gegen die Sowjetunion für Ruud Krol eingewechselt. Zwartkruis' Nachfolger Ernst Happel berief ihn ein halbes Jahr später in den Kader für die Weltmeisterschaft in Argentinien. Hier profitierte Brandts davon, dass sich Wim Rijsbergen verletzte und Wim Suurbier bei der Niederlage gegen Schottland nicht zu seiner Normalform fand. Brandts erhielt im Auftaktspiel der zweiten Gruppenphase seine Chance. Und er nutzte sie: in seinem zweiten Länderspiel leitete er in Córdoba mit seinem ersten Länderspieltor den 5:1-Sieg gegen die Mannschaft aus Happels Heimatland Österreich ein. Happel beließ Brandts in der Formation; und der sorgte wenige Tage später im letzten Gruppenspiel gegen Italien für ein Kuriosum: er brachte in der 19. Minute mit einem Eigentor die Italiener in Führung; kurz nach der Halbzeitpause machte er seinen Fauxpas jedoch wieder wett und erzielte mit einem Weitschuss den Ausgleich. Nachdem die Niederlande noch 2:1 gesiegt hatten, war er auch im Finale gegen Argentinien 120 Minuten im Einsatz und wurde Vizeweltmeister.
Zwei Jahre später nahm Brandts an der Europameisterschaft in Italien teil. Die Niederlande schieden in der Vorrunde als Gruppendritter aus. Insgesamt spielte er 28-mal für die oranje elftal, dabei erzielte er fünf Tore. Sein letzter Einsatz war im September 1985 bei einem Match gegen Bulgarien in Heerenveen. Trainer Leo Beenhakker wechselte ihn beim 1:0-Sieg allerdings in der Halbzeit gegen Huub Stevens aus.

## Trainerkarriere
Als Assistenztrainer begann Brandts 1993 bei PSV. Hier arbeitete er mit den Trainern Dick Advocaat, Aad de Mos, Bobby Robson und Eric Gerets zusammen. Nach Differenzen mit Gerets, mit dem er bereits eine Saison als Spieler gemeinsam bei PSV gewesen war, verließ er den Verein und arbeitete kurzfristig als Kaufmann in Spanien. Nach seiner Rückkehr in die Niederlande begann Brandts als Trainer bei einem Amateurverein in Nuenen. 2005 holte ihn Wim Jonk als Verantwortlichen zum Zweitligisten FC Volendam, mit dem er die Playoffs um den Aufstieg in die Ehrendivision erreichte. Erst in der Vorschlussrunde wurde Volendam durch den NAC Breda gestoppt – den Verein, zu dem Brandts anschließend wechselte. Sein Trainervertrag mit dem Ehrendivisionär lief im Sommer 2008 aus und wurde nicht verlängert, obwohl er die Mannschaft ins Pokalhalbfinale und auf Platz drei der Meisterschaftsrunde brachte.
Im Juli 2009 wurde er Trainer des iranischen Clubs Rah Ahan. Er wurde jedoch im Dezember wieder entlassen; sein Teheraner Team stand zu dem Zeitpunkt auf dem 16. und damit drittletzten Tabellenplatz der Iranian Pro League. Ab Sommer 2010 trainierte er den ruandischen Spitzenklub APR FC aus Kigali, den er 2011 und 2012 zur Meisterschaft führte. Anschließend trainierte er im Nachbarland Tansania den Erstligisten Young Africans SC, mit dem er 2013 ebenfalls die Meisterschaft feiern konnte. Er wurde nach 50 Spielen, von denen die Mannschaft nur acht verlor, zum Januar 2014 entlassen, obwohl Yanga zu diesem Zeitpunkt auf dem ersten Tabellenplatz stand. Grund war, dass das Team in einem Freundschaftsspiel gegen Yangas Erzrivalen Simba SC mit 0:3 unterlegen war. Zur Saison 2014/15 übernahm Brandts das Traineramt beim Aufsteiger in die Eredivisie, FC Dordrecht, wurde jedoch im Februar 2015 entlassen; sein Team stand zu dem Zeitpunkt auf dem letzten Tabellenplatz.

## Erfolge
als Spieler
- zweimal niederländischer Meister (1978, 1986)
- einmal UEFA-Pokalsieger (1978)
- Vizeweltmeister (1978)

als Trainer
- ruandischer Meister mit APR FC (2011, 2012)
- tansanischer Meister mit Yanga (2013)